# Encarnacion Alzona
 Encarnacion A. Alzona (* 23. März 1895 in Biñan, Philippinen; † 13. März 2001 in Manila, Philippinen) war eine philippinische Historikerin, Hochschullehrerin und Suffragistin. Sie leitete als erste promovierte philippinische Frau die Abteilung für Geschichte der Universität der Philippinen (UP). 1985 wurde ihr der Rang und Titel einer Nationalen Wissenschaftlerin der Philippinen verliehen.

## Leben und Werk
Alzona war die Tochter eines Richters und eine entfernte Verwandte von Jose Rizal. Sie verbrachte ihre Kindheit in Tayabas City und wuchs in einer Zeit politischer Unruhen auf. Als sie das College besuchte, war das Land bereits eine amerikanische Kolonie.  Sie erhielt 1917 einen Bachelor-Abschluss in Geschichte an  der Universität der Philippinen in Manila und im folgenden Jahr einen Master-Abschluss. Sie studierte dann in den USA als Pensionado, eine von der amerikanischen Regierung finanzierte Wissenschaftlerin. 1920 erhielt sie einen weiteren Master-Abschluss in Geschichte am Radcliffe College, einer Erweiterungsgründung der auch danach rein männlichen Harvard University, und promovierte 1923 an der Columbia University. 1923 kehrte sie auf die Philippinen zurück und unterrichtete bis 1945 an der Fakultät des Department of History an der Universität der Philippinen.

## Einsatz für das Frauenwahlrecht
Als 1920 amerikanische Frauen das Wahlrecht erhielten, wurde Frauen auf den Philippinen, damals eine amerikanische Kolonie, nicht das gleiche Recht eingeräumt. Bereits 1919 sprach sich Alzona in einem Artikel, den sie in der   Philippine Review veröffentlichte, dafür aus, philippinischen Frauen das Wahlrecht zu geben. Zu dieser Zeit waren die Philippinen noch ein US-Territorium mit einer jungen Demokratie. Die ersten Kommunalwahlen fanden drei Jahre zuvor statt, wo nur Männer wählen durften. Dies war Teil der Politik der US-Regierung, die Filipinos schrittweise zu einer funktionierenden Demokratie auszubilden. Alzona erklärte, wenn Frauen wählen dürfen, würde der Respekt der Männer für Frauen wahrscheinlich zunehmen, weil eine Person, die die vollen politischen Rechte genießt, mehr Respekt und Wertschätzung verdient als eine Person ohne Wahlrecht.
In einem Zeitungsartikel, den sie 1926 schrieb, beklagte sie die Tatsache, dass der philippinische Gesetzgeber die Gesetzgebung zugunsten des Frauenwahlrechts noch nicht in Betracht gezogen hatte. 1928 wurde Alzona zur Präsidentin der philippinischen Vereinigung der Universitätsfrauen gewählt, einer Organisation, die sich darauf konzentrierte, eine Bewegung für das Frauenwahlrecht ins Leben zu rufen. Sie arbeitete mit anderen Suffragistinnen wie Sofia Reyes de Veyra und Trinidad Fernandez Legarda zusammen, um das Wahlrecht der Frauen zu erlangen. Alzona verfasste 1934 ein Buch mit dem Titel: The Filipino Woman: Her Social, Economic and Political Status (1565–1933), in dem sie die Gleichstellung der philippinischen Frauen trotz des erheblichen Entzugs ihrer sozialen und politischen Rechte aufzeigte. Am 15. September 1935 unterzeichnete Präsident Manuel Quezon schließlich das Gesetz, das philippinischen Frauen das Wahlrecht einräumte.

## Historikerin
Alzona schrieb mehrere Bücher über die Geschichte der Philippinen. Ihr erstes Buch, das 1932 veröffentlicht wurde, trug den Titel: A History of Education in the Philippines 1565–1930. Sie schrieb auch Biografien über philippinische Pionierinnen wie Paz Guazon und Librada Avelino und übersetzte historische Werke von Jose Rizal und Graciano Lopez Jaena. Sie verfasste eine spanischsprachige historische Monographie mit dem Titel El Llegado de España a Filipinas, für die sie 1954 vom Il Congreso de Hispanistas de Filipinas ausgezeichnet wurde.
Alzona verließ 1945 die Fakultät der Universität der Philippinen und wurde 1963 zur emeritierten UP-Professorin für Geschichte ernannt. 1955 war sie Mitbegründerin der Philippine Historical Association zusammen mit anderen Historikern wie Teodoro Agoncillo und Gregorio Zaide. Von 1959 bis 1966 war Alzona Vorsitzende des National Historical Institute (damals National Historical Commission).
Alzona entschied sich, für die Dauer der japanischen Besatzung während des Zweiten Weltkriegs in Manila zu bleiben und war an der Guerilla-Bewegung gegen die Japaner beteiligt. Nach dem Krieg wurde Alzona von Präsident Manuel Roxas als Mitglied der philippinischen Delegation bei der UNESCO ernannt. Sie wurde 1946 zur Vorsitzenden des Unterausschusses für Sozial-, Philosophie- und Geisteswissenschaften gewählt und war bis 1949 Mitglied der Delegation. Von 1959 bis 1966 war sie Mitglied des Regentenrates der Universität der Philippinen.

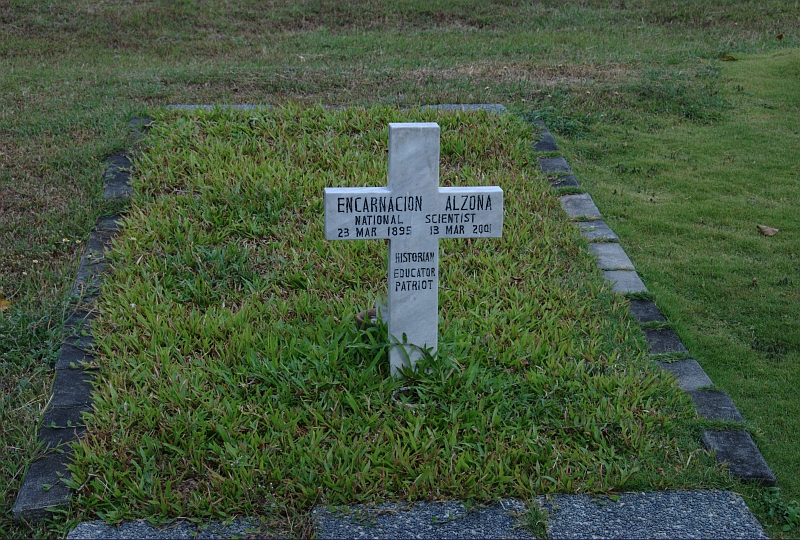
Grabstätte von Encarnacion Alzona auf dem Nationalfriedhof Libingan ng mga Bayani

Sie starb 10 Tage vor ihrem 106. Geburtstag im Jahr 2001. Sie ist auf dem nationalen Friedhof Libingan ng mga Bayani beigesetzt.

## Auszeichnungen
- 1961: Apolinario Mabini Centennial Award
- 1966: Republic Cultural Heritage Award
- 1971: Rizal Pro Patria Medaille der Republik der Philippinen
- 12. Juli 1985: Ernennung von Präsident Ferdinand Marcos zum Nationalen Wissenschaftler der Philippinen

## Veröffentlichungen (Auswahl)
- Some French Contemporary Opinions of the Russian Revolution of 1905. Palala Press, 2015, ISBN 978-1346702285.
- Some French Contemporary Opinions of the Russian Revolution of 1905, Volume 100, issues 1–2. Nabu Press, 2010, ISBN 978-1145438002.
- The Social and Economic Status of Filipino Women 1565–1932. Institute of Pacific Relations, 1933.
- Studies in history, economics and public law. Some French contemporary opinions of the Russian Revolution of 1905, Volume C, No. 2, Whole number 228, pp. 441–553. Leopold Classic Library, 2015